# Arno Van Dessel
Arno Van Dessel (3 juli 2003) is een Belgisch hockeyer.

## Levensloop
Van Dessel komt uit voor Royal Herakles HC. Daarnaast is hij actief bij het Belgisch hockeyteam. In deze hoedanigheid debuteerde hij op 20 september 2021 en nam hij onder meer deel aan de Pro League in het seizoen 2021-2022, waar hij zilver behaalde met de Red Lions. In 2023 nam hij deel aan het Europees kampioenschap, waar hij brons behaald met de Red Lions.
In 2022 kreeg hij de Gouden Stick voor meest beloftevolle speler uit de Belgische eredivisie. Hij deed in 2024 mee aan de Olympische Spelen.